# Panu dozorci s láskou
Panu dozorci s láskou (v anglickém originále To Surveil with Love) je 20. díl 21. řady (celkem 461.) amerického animovaného seriálu Simpsonovi. Scénář napsal Michael Nobori a díl režíroval Lance Kramer. V USA měl premiéru dne 2. května 2010 na stanici Fox Broadcasting Company a v Česku byl poprvé vysílán 13. ledna 2011 na stanici Prima Cool.

## Děj
Homer je U Vočka v hospodě. Dorazí tam Duffman a rozdává reklamní předměty. Druhý den v práci oznamuje Smithers panu Burnsovi, že hora, do které měli 100 let ukládat jaderný odpad, je plná. Smithers má tedy najít největšího idiota v elektrárně a dá mu ho do tašky. Homer má v práci mnoho reklamního předmětů značky Duff. Jedním z nich je i taška. Hledání pana Burnse je u konce. Během oběda mu jeden ze zaměstnanců dá plutonium do tašky. Homer si chválí makarony, které mají k obědu. Podle Lennyho ale mají nejlepší makarony na nádraží. Homer popadne tašku a ihned se tam vydá. Tam je mu řečeno, že nejlepší makarony dělají na bowlingu v Ogdenvillu. Homer tam okamžitě vyrazí. Zapomene ale na nádraží svou tašku, ve které je plutonium. Té si brzy někdo všimne a je zavolána policie a pyrotechnický oddíl. Následné odpálení plutonia způsobí obrovský výbuch.
Mezitím ve školní jídelně Nelson podrazí Milhousovi nohy. Líza ho začne hájit. Její argumenty se líbí člence debatního kroužku a Lízu tam pozve. Je to jediný kroužek, který škola nezrušila, protože nevyžaduje žádné pomůcky. Jako pultík slouží Ralph Wiggum. Na kroužku však Líza záhy zjišťuje, že porota má předsudky vůči lidem s blonďatými vlasy.
Večer ve zprávách se občané dozví, že odpálená taška na nádraží obsahovala plutonium. Znamená to prý jediné: teroristický útok. Druhý den se koná na radnici shromáždění. Starosta najal konzultanta z Anglie Nigela Bakerbutchera, který prezentuje kamerový systém v Londýně. Kamery jsou tam doslova na každém rohu. Líza argumentuje, že ve jménu vyšší bezpečnosti se budou muset vzdát svých osobních svobod. Cletus ji ale označí za „bloncku“, čímž zneváží její argumenty. Občané kamerový systém odsouhlasí.
Líza si nabarví své vlasy dohněda, aby předešla předsudkům na finále řečníků. Přijde tam jako bruneta. Porota hned přikládá jejím argumentům větší váhu. Ona pak prohlásí, že soutěž je fraška. Porota nevnímá argumenty, ale pouze barvu vlasů. Potom odhalí, že není bruneta, ale blondýna.
Kamery jsou doslova na každém kroku. Policii ale jejich správa nudí, a tak najmou několik lidí z města – mezi nimi i Marge a Flanderse. Ten se ve sledování lidí kamerami začne vyžívat. Myslí si, že ví, co je pro občany nejlepší. Bart náhodou objeví na zahradě za jejich domem slepou zónu. Všichni obyvatelé z města se tam chodí vyřádit. Když to Marge zjistí, naštve se a nevědomky to řekne před kamerami nahlas. Ned jde za Homerem a Homer si mu na kamery stěžuje, všichni jich mají dost. Přemluví tedy Neda, vydají se do města a zničí všechny kamery. Nigel Bakerbutcher oznamuje divákům, že nejoblíbenější reality show v Anglii končí. Anglická královna je jedním z diváků. Prý jí bude chybět Ralph Wiggum, protože jí připomíná jejího syna.

## Produkce
Epizodu napsal Michael Nobori, který pracoval jako asistent produkce pro 20. a 21. řadu seriálu, režíroval ji Mark Kirkland a hostoval v ní Eddie Izzard, jenž předváděl imitace Alžběty II., prince Charlese a postavy Nigela Bakerbutchera. Ve snaze přilákat více diváků na květnový program stanice Fox připravila týden plný hudebních pasáží ve všech pořadech s názvem Fox Rocks. Pro Simpsonovy měli píseň „Tik Tok“ od Keshy (vokál P. Diddyho byl nahrazen vokálem Nancy Cartwrightové jako Barta Simpsona, který říká stejné Diddyho hlášky). V rozhovoru o tomto dílu Izzard prohlásil: „Rád bych v něm hrál, ale nikdy mě o to nepožádali a já na to nechci tlačit. Myslím, že je to proto, že jsem spíše kultovní – než mainstreamové – jméno.“.

## Kulturní odkazy
Ve scéně, kdy se instalují sledovací kamery, je vidět nákladní auto s názvem společnosti Orwell Security, což je odkaz na knihu George Orwella 1984. Bart prohlašuje, že blonďáci nejsou hloupí, ale „zlí jako v Karate Kidovi nebo ve druhé světové válce“, což je narážka na Johnnyho Lawrence z Cobry Kai. V gayském baru se objevují postavičky podobné Sezamové ulici. Uvádí se, že plutonium, které je vloženo do Homerovy tašky, je dostatečně silné na to, aby vytvořilo 17 Hulků a 1 Spider-Mana. Také Komiksák říká, že není veselý, protože San Diego Comic-Con International se možná přestěhuje do Anaheimu.

## Přijetí
V původním americkém vysílání se na díl dívalo asi 6,057 milionu diváků, získal rating Nielsenu 2,7 a podíl 8, což znamenalo druhé místo v daném čase. Epizoda se umístila na 25. místě v daném týdnu dle ratingu Nielsenu u diváků ve věku 18–49 lel, byla sedmým nejlépe hodnoceným pořadem na stanici Fox v této demografické skupině a pátým nejlépe hodnoceným pořadem.
Epizoda se setkala s velmi pozitivními recenzemi. Robert Canning z IGN udělil dílu 8 bodů z 10 a poznamenal, že „celkově to byla zábavná epizoda, které uškodila pouze nezajímavá výplň v podobě Lízy, která se zabývala stereotypy o blondýnách. Ale i ta přinesla svůj díl nezapomenutelných hlášek. Pokud posledních několik epizod něco naznačuje, může tato řada skončit na velmi vysoké úrovni.“ Server TVFanatic.com dal epizodě 4 z 5 a uvedl: „Pasáže na Homerově dvorku připomínaly předchozí prohibiční epizodu, ale i tak v nich bylo dost vtipných momentů. Ačkoli samotná zápletka nebyla ničím příliš výjimečná, líbil se nám závěr s Flandersem, který si uvědomil, že si hraje na Boha, a celá kamera nastavená jako reality show v Anglii.“.
Sharon Knolleová z TV Squad uvedla: „Od inspirativní hudební úvodní pasáže ‚Tik Tok‘ až po poslední gag se Panu dozorci s láskou řadí mezi nejlepší epizody Simpsonových za poslední roky. Nikdy jsem nečekala, že zbytek dílu se vyrovná tomuto zabijáckému úvodu, ale neuvěřitelně se to postupem času zlepšovalo.“. Emily VanDerWerffová z The A.V. Club udělila dílu hodnocení A− a napsala: „Myslím, že to byla silná epizoda Simpsonových. Často jsem se během ní smála, obě hlavní dějové linie podle mě většinou dávaly smysl a dobře se uzavřely a líbily se mi některé způsoby, jakými díl obrátil satiru naruby. Zvláště se mi líbila myšlenka, že se Líza přizpůsobí a stane se brunetkou poté, co si z ní všichni dělali legraci, že je blondýna. Vtipy o hloupých blondýnách jsou staré jako sám čas, ale způsob, jakým epizoda celou věc proměnila v šibalskou parodii na rozmanitost a konformitu, byl vítězný.“.
Ariel Ponywhether z Firefox News udělil dílu A a poznamenal, že „epizoda je jedním z lepších výjezdů řady“, a uzavřel: „Byly zde některé velmi drobné charakterizační nedostatky, které mírně snižují známku, stejně jako dobře napsaná, ale nedostatečně rozvinutá podzápletka s Lízou. Přidejte však k tomu vynikající dabing Eddieho Izzarda a máte solidní epizodu.“.